# Echtershausen
Echtershausen település Németországban, Rajna-vidék-Pfalz tartományban. Lakosainak száma 98 fő (2023. december 31.).

## Népesség
A település népességének változása:
| Lakosok száma | 127  | 115  | 110  | 100  | 98   | 98   |
|               | 1975 | 2017 | 2019 | 2021 | 2022 | 2023 |